# مفتي محمد عباس
مفتي محمد عباس هو بيروقراطي باكستاني من مقاطعة خيبر بختونخوا في باكستان. شغل منصب رئيس وزراء للمقاطعة السابع عشر خلال حكومة تصريف الأعمال من 19 يوليو 1993 إلى 19 أكتوبر 1993.